# Morten Krogh
Morten Krogh Hansen (* 19. März 1988 in Silkeborg) ist ein dänischer Fußballschiedsrichter. Seit 2019 steht er auf der FIFA-Liste.

## Werdegang
Seit der Saison 2016/17 leitet er Spiele in der Superligaen. Sein erstes Spiel in der höchsten dänischen Spielklasse war die Begegnung zwischen Viborg FF und Esbjerg fB im Juli 2016. Sein bisheriges nationales Karriehighlight war die Leitung des Endspiels um den Dänischen Fußballpokal 2021, welches Randers FC 4:0 gegen SønderjyskE Fodbold gewinnen konnte. Aufgrund eines Austauschabkommens zwischen dem dänischen und dem zyprischen Fußballverband kam Krogh auch schon zu Spielleitungen in der ersten zyprischen Fußballliga.
Zu Beginn des Jahres 2019 wurde er auf die Liste der FIFA-Schiedsrichter aufgenommen, was ihn zur Leitung internationaler Partien berechtigt. Sein erster Einsatz dieser Art war eine EM-Qualifikationspartie zwischen den U17-Mannschaften Belgiens und Bosnien-Herzegowinas im März des gleichen Jahres. Auf seine erste Spielleitung bei einem A-Länderspiel musste er dann fast drei Jahre warten, im Juni 2022 pfiff er schließlich die Partie in der UEFA Nations League zwischen Georgien und Gibraltar (Endstand 4:0). Im gleichen Sommer amtierte er auch bei der U19-Europameisterschaft in der Slowakei. Für die EM in der U-21-Altersklasse 2023 wurde er ebenfalls berufen.
Seit der Saison 2023/24 zählt er zur Gruppe der UEFA-First-Category-Schiedsrichter.